# Cryptazeca spelaea
Cryptazeca spelaea é uma espécie de gastrópode  da família Cochlicopidae.
É endémica de Espanha.